# Robbinsdale
Robbinsdale és una població dels Estats Units a l'estat de Minnesota. Segons el cens del 2000 tenia 14.123 habitants.

## Demografia
Segons el cens del 2000, Robbinsdale tenia 14.123 habitants, 6.097 habitatges, i 3.524 famílies. La densitat de població era de 1.961,5 habitants per km².
Dels 6.097 habitatges en un 26,7% hi vivien nens de menys de 18 anys, en un 43,7% hi vivien parelles casades, en un 10,6% dones solteres, i en un 42,2% no eren unitats familiars. En el 34,2% dels habitatges hi vivien persones soles el 15,6% de les quals corresponia a persones de 65 anys o més que vivien soles. El nombre mitjà de persones vivint en cada habitatge era de 2,26 i el nombre mitjà de persones que vivien en cada família era de 2,93.
Per edats la població es repartia de la següent manera: un 21,7% tenia menys de 18 anys, un 6,8% entre 18 i 24, un 34,4% entre 25 i 44, un 19,5% de 45 a 60 i un 17,5% 65 anys o més.
L'edat mediana era de 38 anys. Per cada 100 dones de 18 o més anys hi havia 87,8 homes.
La renda mediana per habitatge era de 48.271$ i la renda mediana per família de 57.185$. Els homes tenien una renda mediana de 37.406$ mentre que les dones 30.771$. La renda per capita de la població era de 23.912$. Entorn del 2% de les famílies i el 4,7% de la població estaven per davall del llindar de pobresa.

## Poblacions més properes
El següent diagrama mostra les poblacions més properes.